# NK Omladinac Mačkovec
NK Omladinac je nogometni klub iz Mačkovca, osnovan 1947. godine.
Trenutačno se natječe u skupini B 3. MNL.